# كسارة الأعناق

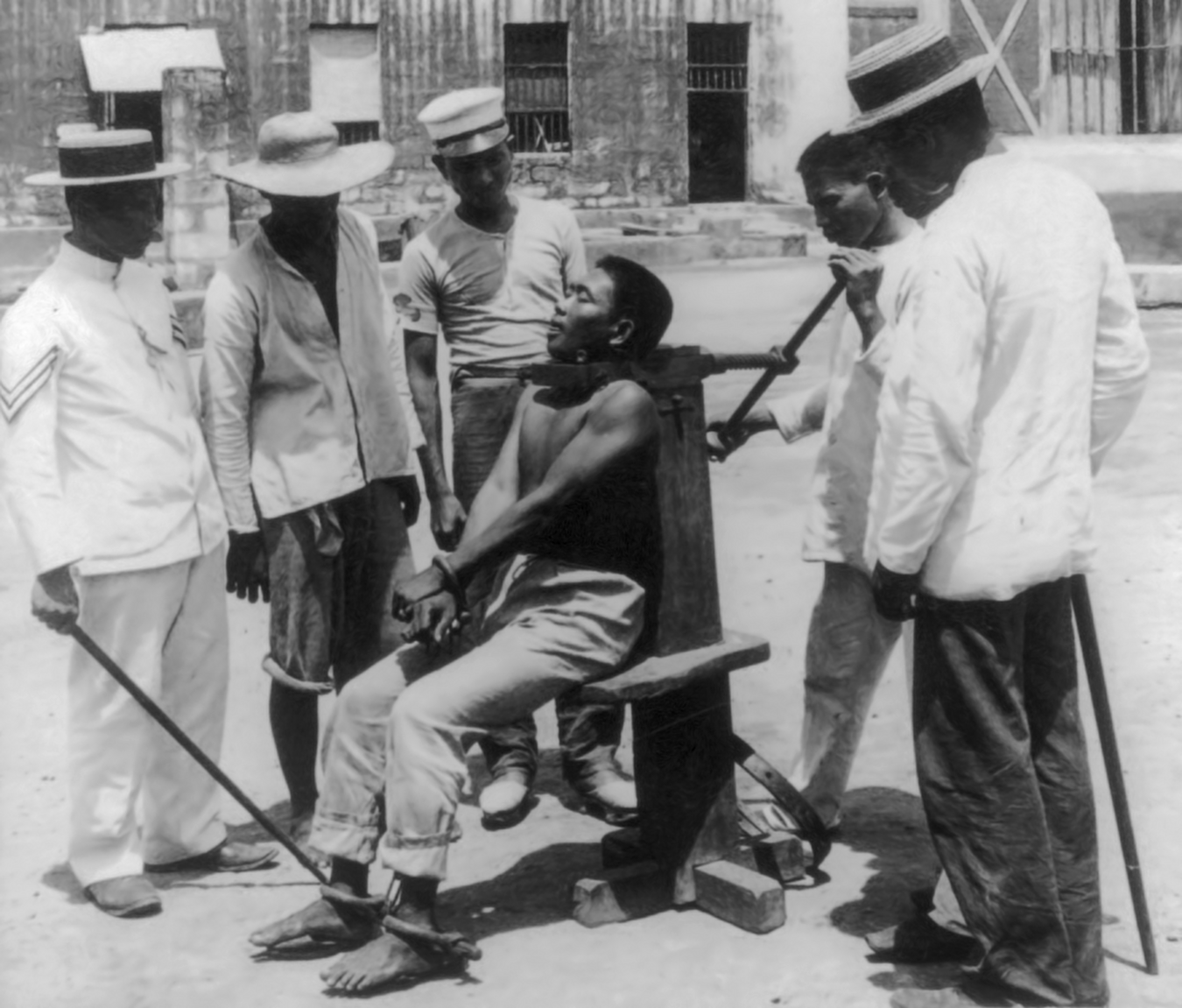
استخدام كسارة الأعناق في الإعدام في عام 1901 في مانيلا، الفلبين

المَخْنَق أو الخانقة أو كسارة الأعناق هي إحدى آلات الإعدام ويوضع رأس المجني عليه في هذه الآلة ومن ثم تُحكم وتُضيق إلى أن يُكسر عنقه، تشبه بهيئتها المقعد، ويُجلَس المجني عليه فيها ويعقد على رقبه بحديدة تقوم بالإحكام على رقبته، كانت تُستخدم هذه الآلة في القرن الأول قبل الميلاد في روما، وكانت كسّارة الأعناق الجهاز الرئيس للإعدام في إسبانيا لعدة قرون.